# Orlando Furioso

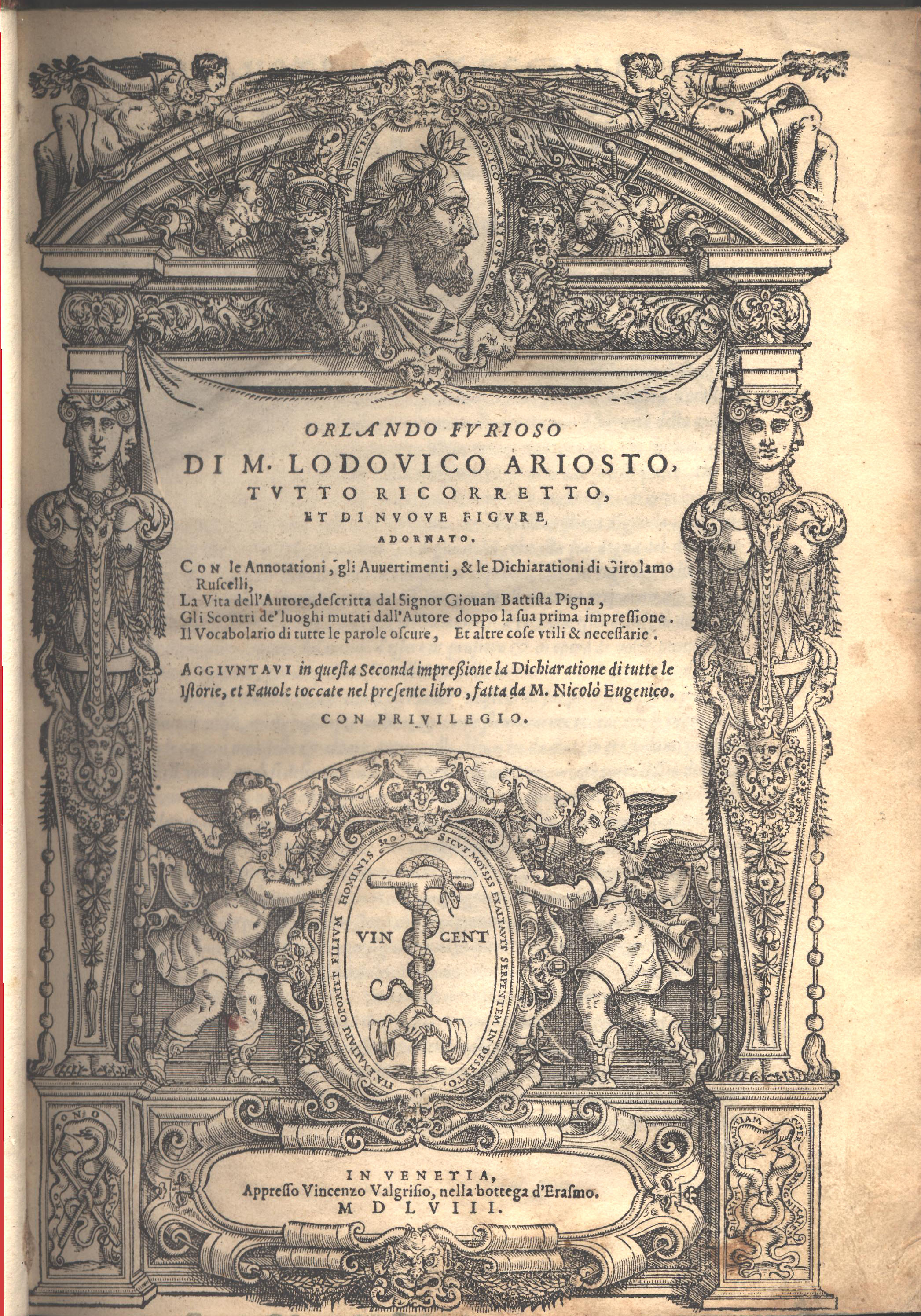
Página de rosto de Orlando Furioso, edição Valgrisi, 1558

Orlando Furioso (pronúncia italiana: [orˈlando fuˈrjoːzo, -so]) é um poema épico de cavalaria ou um romance de cavalaria escrito por Ludovico Ariosto em oitavas (estrofe de oito versos decassílabos usada pela primeira vez por Boccaccio, em Teseida, de 1340).
A primeira edição da obra com 40 cantos é de 1516, enquanto a segunda e terceira edições foram publicadas respectivamente em 1521 e 1536, sendo que a última edição contém 46 cantos. O poema é dedicado ao cardeal Ippolito d'Este (1479–1520) e tem um caráter encomiástico.

## Título

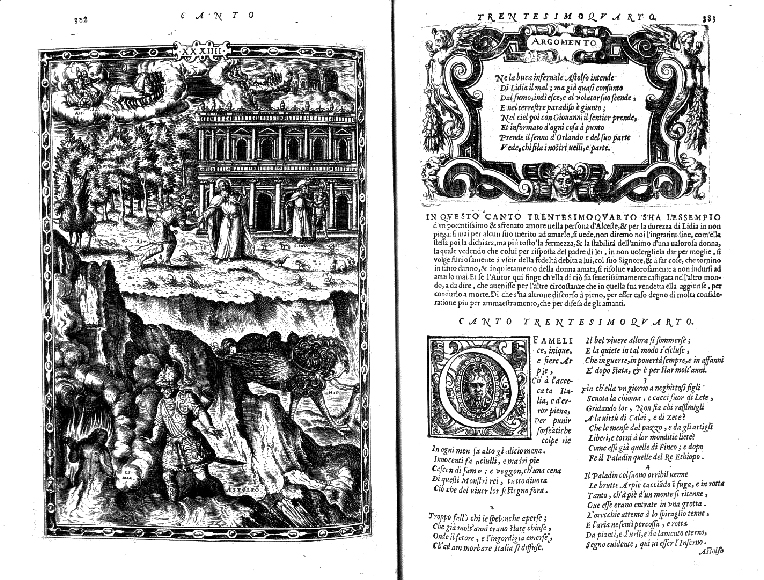
Página da edição de 1565 do Orlando Furioso de Francesco Franceschi.

O poema de Ariosto nasceu como uma continuação do poema Orlando apaixonado, de Matteo Maria Boiardo. Nas oitavas V a IX da obra, o poeta revela brevemente que os antecedentes, já haviam sido narrados por Boiardo. Na verdade, é possível considerar a história como uma história ao infinito, uma vez que a conclusão do Furioso não coloca um ponto final nos acontecimentos narrados.
Apesar de ser uma continuação de Orlando Enamorado, Orlando Furioso apresenta mudanças significativas no caráter do personagem. Já o poema de Boiardo continha uma novidade, em relação a toda a tradição literária precedente, por mostrar  o paladino, fervoroso defensor da fé católica, como um apaixonado. Em Ariosto, o apaixonado se transforma num louco, tomado pelo furor. Além da retomada do poema precedente, é provável que o título também seja uma retomada da tragédia latina Hercules furens, do filósofo estóico Sêneca.

## Oralidade e escritura
Pode-se afirmar que o Orlando Furioso é a última grande obra da literatura ocidental na qual a relação direta entre o ouvinte è constitutiva na construção da narrativa. Essa relação estreita é atestada pelos recorrentes diálogos, sobretudo quando o poeta se dirige ao cardeal Ippolito d’Este a quem a obra é dedicada.
Na construção do poema, a passagem entre uma história a outra é ligada explicitamente pelo desejo de não cansar e aborrecer o leitor com a mesma justificativa. Nesse sentido, é notável a associação que Ariosto estabelece entre seu trabalho poético e o trabalho de um músico, que alterna sons agudos e graves, além de mudar continuamente de ritmo.
Com relação à coloquialidade, outra característica é a atribuição de nomes aos personagens menores. Tais personagens entram em cena, no entanto o nome próprio só é dito quando a ação já foi concluída. Essa técnica se assemelha à experiência comum no discurso amigável e informal em que a descrição do fato é realizada antes da nominação dos sujeitos.

## Canto I
Nas primeiras quatro oitavas do poema, Ariosto define a matéria sobre a qual cantará “Damas e paladis, armas e amores / As cortesias e façanhas canto”, além de estabelecer um recorte geográfico e apresentar em poucos versos os acontecimentos anteriores. Se diz: “tempo em que o mar Mouros vingadores / passaram, para França molestar tanto” e ainda: “rei de África, Agramante, porquanto/ousou vingar a morte de Troiano / em rei Carlos, imperador romano”. Na segunda estrofe, afirma que contará sobre coisas nunca ditas em prosa ou rima a respeito de Orlando “por amor ficou furioso e demente / tendo antes de sensato fama opima”.
Lê-se:
| 1 Le donne, i cavallier, l’arme, gli amori, le cortesie, l’audaci imprese io canto, che furo al tempo che passaro i Mori d’Africa il mare, e in Francia nocquer tanto, seguendo l’ire e i giovenil furori d’Agramante lor re, che si diè vanto di vendicar la morte di Troiano sopra re Carlo imperator romano.    | 1 Damas e paladis, armas e amores, As cortesias e façanhas canto Do tempo em que o mar d’Africa os rigores Dos mouros trouxe, e França esteve em pranto, Ira os movia e juvenis furores De Agramante seu rei, disposto a tanto Que ousou vingar a morte de Troiano Em Carlos, rei e imperador romano            |
| 2 Dirò d’Orlando in un medesmo tratto cosa non detta in prosa mai né in rima: che per amor venne in furore e matto, d’uom che sí saggio era stimato prima; se da colei che tal quasi m’ha fatto, che ’l poco ingegno ad or ad or mi lima, me ne sará però tanto concesso, che mi basti a finir quanto ho promesso. | 2 De Orlando, ao mesmo tempo, direi eu O que nunca se disse, em prosa ou rima, Que o amor o pôs em fúrias de sandeu E lhe tirou de homem cordato a estima; Isto, se a que igual fim quase me deu E o pouco engenho me corrói qual lima, Assentir em poupar-me em tal medida, Que eu possa dar a obra prometida. |

#### Textos
- Original em italiano
- Tradução em português[2]

## Personagens principais

### Cristãos
Carlos Magno: imperador do Sacro Império Romano e lidera os francos na guerra contra os sarracenos. Também é tio de Orlando.
Orlando: conde da Brava e sobrinho de Carlos Magno. O traço emblemático que possui é o signo de Almonte, constituído por quartos brancos e vermelhos. É reconhecido como um dos paladinos mais fortes do exército cristão. Enlouquece após ver Angélica (por quem é apaixonado) com Medoro.
Rinaldo: irmão de Bradamante e primo de Orlando. Destemido guerreiro do exército cristão. É apaixonado por Angélica.
Astolfo: é o amigo mais valoroso de Orlando, um valente cavaleiro e filho de Carlos da Inglaterra. No início do poema, é transformado em um mirto pela maga Alcina. É ele o responsável por recuperar o juízo de Orlando na Lua.
Bradamante: importante guerreira do exército cristão. Irmã de Rinaldo e prima de Orlando. É apaixonada por Ruggiero, que faz parte do exército inimigo. Bradamante se casa com Ruggiero e os dois se tornam os precursores da família Este.

### Sarracenos
Agramante: rei da África. Procura se vingar de Carlos Magno, responsável pela morte do rei Troiano. Lidera o exército sarraceno no bloqueio a Paris.
Ruggiero: é o precursor da família Este juntamente a Bradamante. É um guerreiro leal e virtuoso, qualidades que são sublinhadas no poema. Ruggiero é apaixonado por Bradamante, guerreira cristã, e por isso se converte ao cristianismo.
Medoro: jovem no exército sarraceno. É apaixonado por Angélica.
Angélica: princesa do Catar. Por ela se apaixonam muitos personagens da história, entre os quais Orlando e Rinaldo. Ao fim do poema, se casa com Medoro. É especialista em ervas e magia.
Marfisa: guerreira destemida do exército sarraceno. Inimiga de Bradamante. Irmã gêmea de Ruggiero.

## Trama e estrutura

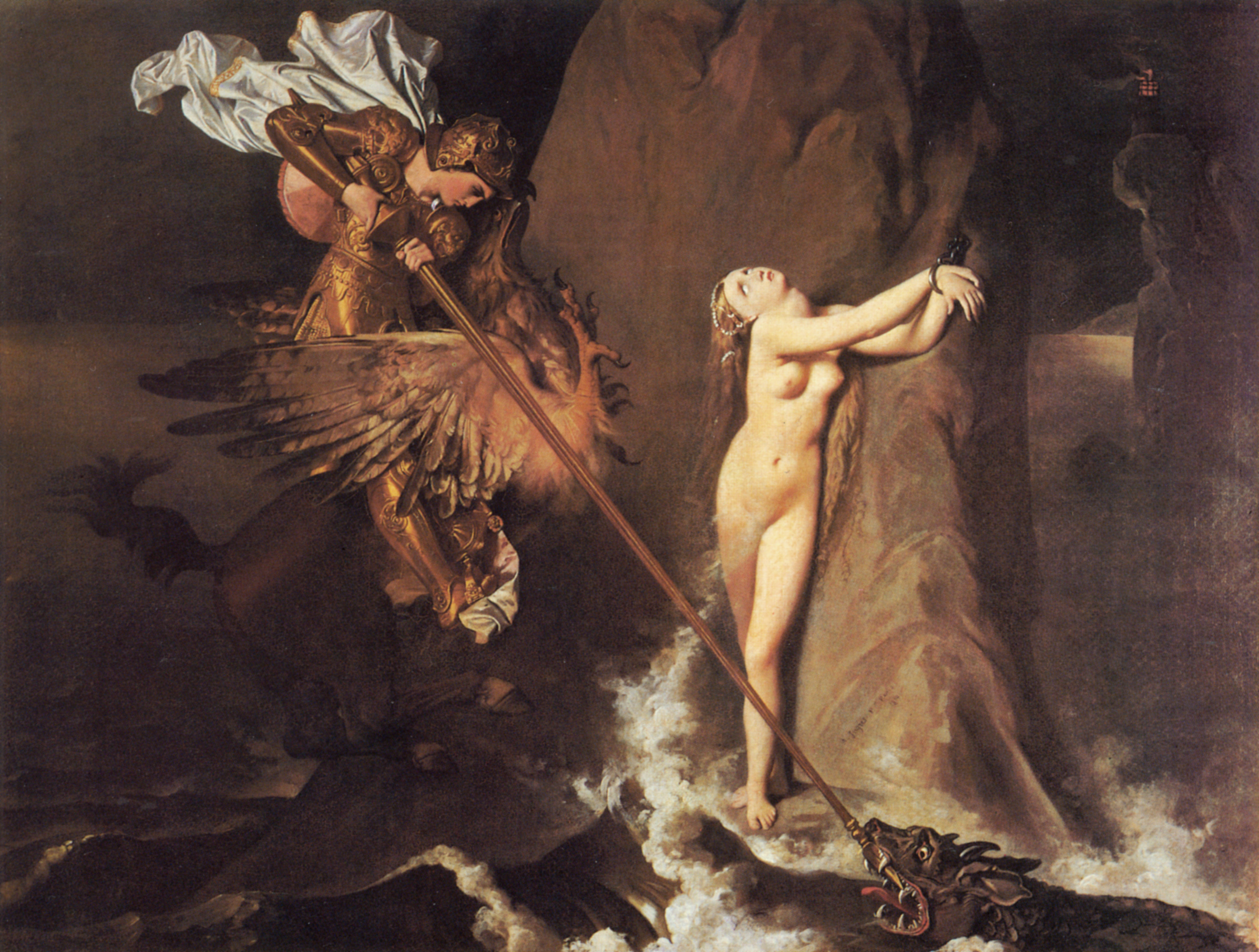
Ruggiero Resgatando Angelica por Jean Auguste Dominique Ingres.

A obra é constituída de 46 cantos em oitavas se estabelece nas obras cavaleirescas. No total são 4822 oitavas e 38.576 versos. Os cantos apresentam estruturas diferentes, podendo ter mais ou menos versos. No entanto, é recorrente o preâmbulo no início de cada um dos cantos, geralmente de natureza moral, além disso Ariosto raramente conclui a narração de um acontecimento no interior de um mesmo canto. O poeta se interrompe e volta a outros acontecimentos, prometendo que continuará a narração mais adiante. Essa técnica narrativa segmentada consente ao escritor de seguir e entrecruzar com desenvoltura as diversas tramas e fios narrativos.
Com relação aos fios narrativos e tramas presentes no Orlando furioso, pode-se dizer que a trama é complicada e não é facilmente descrita. O argumento do poema tem como pano de fundo as guerras entre Carlos Magno e os Mouros (muçulmanos) que invadiram a França liderados por Agramante. Outro dos fios narrativos presente é o amor, não somente de Orlando, mas de muitos outros cavaleiros (cristãos e muçulmanos) conquistados pela beleza de Angélica (princesa do Qatar). A tentativa de Angélica de escapar dos seus pretendentes é o motivo que a leva a sua fuga constante até que ela cai nos braços de Medoro, fato que causa tanto desespero e tanta dor a Orlando que o faz enlouquecer.
O terceiro fio narrativo é o amor entre Ruggiero, no início da história um cavaleiro pagão, e Bradamante, irmã do paladino Rinaldo, uma bela e valente guerreira. Da união entre Ruggiero e Bradamante, que são descendentes de Astíanax, tem origem a estirpe da família Este. É importante lembrar que a obra foi dedicada ao cardeal Ippolito d'Este e apresenta um motivo encomiástico.
O quarto fio narrativo são as aventuras de Astolfo, cavaleiro inglês, que foi transformado em uma árvore pela maga Alcina. Após a sua liberação, em sela a um cavalo alado, o hipogrifo, vai até o Inferno e sobe até a Lua para buscar o juízo perdido de Orlando. Por fim, outro fio narrativo é a história de Reinaldo que se baseia no cliché no “cavaleiro errante” da tradição cavaleiresca. Reinaldo é dividido entre o amor que nutre por Angélica e a fidelidade ao Imperador e à religião católica.

## Mulheres guerreiras
A figura da mulher guerreira já estava presente na tradição cavaleiresca italiana anterior (como Clorinda em Jerusalém liberada de Torquato Tasso) e também na tradição clássica, nas figuras como Pentesiléia (rainha das amazonas) e Camila (na Eneida).
Em Orlando furioso, as mulheres guerreiras são duas: Bradamante e Marfisa. A primeira aparece já no cantare (tipologia de poema composto na Itália entre os séculos XIV e XV) Historia di Bradamionte sorella di Rinaldo di Monte Albano e é retomada por Boiardo em Orlando apaixonado. Na literatura contemporânea, Bradamante é também personagem do livro O cavaleiro inexistente de Italo Calvino. E Marfisa, guerreira sarracena, aparece pela primeira vez no poema de Boiardo.
Entre as duas guerreiras encontram-se diversas ligações: Marfisa descobre que é irmã gêmea de Ruggiero, a quem segue na conversão ao cristianismo; e Ruggiero se apaixona por Bradamante que é irmã do paladino Rinaldo. Além disso, a figura dessas mulheres não é privada de ambiguidade. No ofício das armas, não temem o confronto com os cavaleiros homens, mas ao mesmo tempo conservam ideias como a beleza e a feminilidade.

## Moralidade e grandes temáticas
Por ter como objetivo o divertimento, muitas vezes o poema é acusado de uma presunta futilidade, no entanto as aventuras apresentadas têm como base uma sólida trama moral que emerge principalmente nos preâmbulos.
Os preâmbulos comentam o que ocorreu nos capítulos precedentes ou antecipam o que está para acontecer no canto que introduzem. Além disso, alguns são explicitamente encomiásticos e exprimem pedras angulares de uma vida civil e orientada moralmente. Em geral, Ariosto expõe 3 aspectos principais sobre a sua visão de mundo: a falácia e a instabilidade do juízo humano, a importância do Amor e a Fortuna (entendida como destino, força que move os acontecimentos).
O autor retoma o tema do Amor e o conflito, já presente na cultura antiga, entre desejo e razão. Ariosto sublinha como o Amor é uma força que arranca dos indivíduos a lógica do comportamento. Com relação ao terceiro aspecto, sublinha-se como a vida e o destino dos homens depende da Fortuna.

## A loucura de Orlando
Se o Amor é o motor da máquina universal e se o Amor é também loucura, pode-se deduzir que uma força desequilibrada controla o mundo e a história de Orlando é exemplar.
A reflexão sobre a irracionalidade levantada por Ariosto culmina na viagem de Astolfo, montado no hipogrifo, até a Lua para recuperar o juízo perdido de Orlando. Astolfo é um personagem singular que no início do poema (canto VI) é inegavelmente fascinado pela maga Alcina e por ela é transformado em um mirto. Não é casual que a ele seja atribuída a tarefa de ir até a Lua e procurar o juízo de outro paladino igualmente perdido de amor.
Chegando a Lua com a ajuda de um santo, João evangelista, Astolfo encontra em uma ampola lunar o juízo de Orlando. A Lua é apresentada como um espelho terrestre: tudo o que acontece na Terra também acontece na Lua (somente a loucura continua toda na Terra).
Entre as causas da loucura, Ariosto coloca: o amor, a honra, a procura por riquezas no além mar, as esperanças depositadas nos senhores, as obras dos pintores; de fato o juízo de muitos se encontra na Lua. Para não deixar dúvida sobre o fenômeno, o poeta afirma que cada um que na Terra deseja algo deve ceder uma pequena parte do seu juízo que será fechado em uma ampola lunar.

## Obras inspiradas emOrlando Furioso
No barroco, o poema foi a base de muitas óperas, entre as quais Orlando Furioso de Antonio Vivaldi e Alcina, Ariodante e Orlando de Händel são as mais proeminentes. As obras de John Milton e Cervantes também se referem ao épico.